# General Catalog of Galactic Carbon Stars
El General Catalog of Galactic Carbon Stars, también conocido como Cool Galactic Carbon Stars, es un catálogo estelar que recoge 5987 estrellas de carbono frías cuyas posiciones tienen al menos una precisión equivalente a la del Catálogo de Henry Draper. El catálogo define como estrellas de carbono frías aquellas cuyos espectros en baja dispersión (una resolución aproximada no mejor de 1-2 Å) muestran bandas del sistema Swan de la molécula C2; si la región espectral del sistema de Swan no se observa con claridad, presentan bandas rojas o infrarrojas de CN con la suficiente intensidad para deducir que las bandas de Swan serían observadas si ello fuera posible.
El catálogo incorpora los datos recibidos hasta el 30 de junio de 1989. Incluye coordenadas ecuatoriales (B1900.0), magnitudes fotográficas, visuales, e infrarrojas, tipos espectrales, coordenadas galácticas e identificaciones cruzadas con otros sistemas de designación. Existe una edición revisada del catálogo fechada en 2001.

## Nomenclatura
Las entradas del catálogo figuran con el formato CGCS NNNN. En la tabla siguiente figuran algunas de las estrellas de carbono recogidas en este catálogo.
| Número de catálogo | Denominación de variable         | Número HD | Magnitud aparente (media) |
| ------------------ | -------------------------------- | --------- | ------------------------- |
| CGCS 234           | R Sculptoris                     | HD 8879   | 5,77                      |
| CGCS 471           | TW Horologii                     | HD 20234  | 5,79                      |
| CGCS 833           | R Leporis                        | HD 31996  | 8,1                       |
| CGCS 853           | W Orionis                        | HD 32736  | 5,88                      |
| CGCS 1179          | TU Geminorum                     | HD 42272  | 7,36                      |
| CGCS 2619          | CW Leonis                        | —         | 11                        |
| CGCS 2793          | U Antliae                        | HD 91793  | 5,51                      |
| CGCS 3236          | SS Virginis                      | HD 108105 | 7,34                      |
| CGCS 3283          | Y Canum Venaticorum (La Superba) | HD 110914 | 5,29                      |
| CGCS 3286          | RU Virginis                      | HD 111166 | 9,7                       |
| CGCS 4415          | TT Cygni                         | HD 186047 | 7,55                      |
| CGCS 5928          | TX Piscium                       | HD 223075 | 5,04                      |
| CGCS 5976          | WZ Cassiopeiae                   | HD 224855 | 7,06                      |